# 希姆基夫齊 (特諾皮爾州)
49°45′39″N 25°47′15″E / 49.76083°N 25.78750°E
希姆基夫齊（烏克蘭語：Шимківці）是烏克蘭的村落，位於該國西部捷爾諾波爾州，由捷尔诺波尔区負責管轄，處於赫尼茲納河畔，始建於1882年，面積0.51平方公里，2001年人口776。